# Georges André Kohn
Pour les articles homonymes, voir Kohn.
Georges André Kohn (23 avril 1932 à Paris - 20 avril 1945 à Hambourg en Allemagne) est un jeune déporté juif français. Âgé de 12 ans, il est déporté par le dernier convoi parti du camp de Drancy, le 17 août 1944, il meurt assassiné à Hambourg dans la nuit du 20 avril 1945.

## Biographie

### Enfance et famille
Georges-André Kohn est né le 23 avril 1932 à Paris. Il est le fils d'Armand Edouard Kohn, né le 15 mars 1894 dans le 17e arrondissement de Paris et mort en 1962, gestionnaire de l'Hôpital Rothschild, à Paris et de Suzanne Jenny Kohn née Nettre, née le 14 septembre 1895 à Paris, une cousine germaine de Bertrand Léopold Goldschmidt, le gendre de Lionel Nathan de Rothschild. 
Georges-André Kohn a 2 sœurs aînées, Antoinette, née le 27 avril 1922 à Paris, Rose (Rose-Marie) née le 6 juin 1926 à Paris, et un frère plus âgé, Philippe, né le 3 juillet 1923 dans le 16e arrondissement de Paris. Ils habitent au 2 rue d'Andigné dans le 16e arrondissement de Paris.

### Seconde Guerre mondiale
Son père s'identifie comme juif, mais en 1942 sa mère, ses sœurs et son frère et lui-même se convertissent au catholicisme, dans l'espoir de survivre à la Shoah.
Toute la famille Kohn: Armand, Suzanne, les 4 enfants, et la mère d'Armand, Marie Kohn, née Weisweiler, née le 22 juin 1872 à Francfort-sur-le-Main (Allemagne), est déportée par convoi n° 79 du 17 août 1944, du Camp de Drancy vers Buchenwald.

### Déportation et mort
Georges-André Kohn, âgé de 12 ans, est déporté par le dernier convoi parti du camp de Drancy, le 17 août 1944, une semaine avant la libération de Paris, convoi comprenant 51 déportés mais aussi Alois Brunner et des militaires allemands. Les déportés étaient emmenés pour être utilisés comme futur otages[Quoi ?]. Il est envoyé d'Auschwitz au camp de concentration de Neuengamme, Hambourg, Allemagne, pour subir des expériences médicales par le médecin SS Kurt Heißmeyer. Trois jours avant son 13e anniversaire, dans la nuit du 20 avril 1945, il est pendu à Hambourg et sa dépouille ramenée à Neuengamme le jour suivant pour crémation.

## Hommage
Une rue de Hambourg, Allemagne, près de l'école où il est assassiné porte son nom. Les rues avoisinantes portent le nom d'autres enfants juifs victimes du même sort dans ce lieu.